# Bombardier Challenger serie 600
Il Bombardier Challenger serie 600 è una famiglia di business jet. Fu prodotto per la prima volta da Canadair (come società indipendente), e poi prodotto dal 1986 da Canadair come divisione di Bombardier Aerospace. A dicembre 2017, sono stati consegnati quasi 1.100 Challenger serie 600. Insieme ai Challenger 300 e Challenger 850, i 1.600 Bombardier Challengers in servizio avevano registrato 7,3 milioni di ore e oltre 4,3 milioni di voli entro l'inizio del 2017.

## Utilizzatori

### Civili
Australia
- LifeFlight Australia

 Hong Kong
- Government Flying Service

 Svizzera
- Guardia aerea svizzera di soccorso

3 CL-650 in servizio al marzo 2022.

### Governativi
Corea del Sud
- Haeyang-gyeongchal-cheong

1 Challenger 604 in servizio.

### Militari
Canada
- Royal Canadian Air Force

2 Challenger 601 denominati CC-144 consegnati nel 1982 e ritirati nel 2020 seguiti da altri 2 consegnati nel 1999 attivi per trasporto VIP e MedEvac. 2 Challenger 650 denominati CC-144D ordinati a giugno 2020 e consegnati entro la fine dello stesso anno.
 Rep. Ceca
- Vzdušné síly armády České republiky

1 CL-601-3A consegnato.
 Danimarca
- Flyvevåbnet

3 Challenger 604 in servizio nel 2020.
 Emirati Arabi Uniti
- Al-Quwwāt al-Jawiyya al-Imārātiyya

1 Challenger 650 ordinato a febbraio 2019, che sarà destinato sia a compiti SAR che MEDEVAC. Conseganto nel febbraio 2022.
 Finlandia
- Rajavartiolaitos

2 CL-650 selezionati a giugno 2024.
 Svizzera
- Forze aeree svizzere

2 CL-604 acquistati di seconda mano nel 2019-2020.